# مایلی استوارت
مایلی ری استوارت شخصیت محوری مجموعه تلویزیونی هانا مونتانا است که مایلی سایرس ایفای نقش آن را به عهده داشته است. این شخصیت در مجموعه تلویزیونی هانا مونتانا که از کانال دیزنی پخش می‌شد به وجود آمد و در فیلم بلند هانا مونتانا هم ظاهر شد. مایلی یک دختر نوجوان معمولی است که با تبدیل شدن به یک ستاره پاپ جهانی و مشهور نام هانا مونتانا را برای خود انتخاب می‌کند که این امر به زندگی دوگانه او منجر می‌شود.